# Готель Франклін
Готель Франклін чи заїжджий двір Франкліна (англ. Franklin Inn) — побудований Корнеліусом Ван Лю в 1752 році. Розташований на Амвел-Роуд 2371 (514 дорога), Іст-Мілстоун, штат Нью-Джерсі. Спочатку це був фермерський будинок Ван Лю, він також був відомий як будинок Енні Ван Люіса, після того перебудований в заїжджий двір, який мав таверну та готель «Franklin House Hotel».

## Історія
- Корнеліус Ван Лю (1734—1777) одружився з Антьє Бауман, також відомою як Енні Бауман в 1757 році, і вони жили в цьому будинку. Вони мали дітей:
  - Фредерік Ван Лю (1758 -?);
  - Корнеліус Ван Лю (1762 -?);
  - Антьє «Енні» Ван Лю (1764 -?);
  - Марія «Мері» Ван Лю (1766 -?);
  - Деніс Ван Лю (1767 -?);
  - Жоаніс «Джон» Ван Лю (1770 -?);
  - Хелена Ван Лю (1772 -?)

У червні 1777 року, під час Війни за незалежність, Чарльз Корнуолліс захопив будинок і використовував його як свою штаб-квартиру протягом п'яти днів. Кілька тисяч британського війська розташувалися табором поблизу в тому, що зараз зветься Дендрарій і сади Колоніального парку. Вільям Гау, 5-ий віконт Гау і його війська були в Нью-Брансвіку і Мідлбуші, обидва у Нью-Джерсі. Під час війни генерали американської революції використовували будинок для проведення зустрічей.
Будинок і майно залишився з родиною Ван Лю до 1822 року, коли він був проданий Джону Уайкоффу. Уайкофф орендував будинок, і він використовувався як таверна починаючи з 1829 року. Розташований поруч канал Делавер-Рейритан був відкритий в 1834 році. Таверна була закрита в 1916 році завдяки заборони алкоголю. Будівля в даний час працює як сховище старих книг Фонду Мідоуз.